# Volley-ball aux Jeux olympiques d'été de 1964
Navigation
Mexico 1968
Cette page présente les résultats des compétitions masculine et féminine de volley-ball des Jeux olympiques de Tokyo de 1964.

## Présentation
Le volley-ball a été introduit au programme olympique en 1964. La compétition a pris la forme d'une poule unique, où les équipes ne se rencontrent qu'une seule fois chez les hommes (soit 9 matches par équipe et un total de 45) comme chez les femmes (soit 6 matches par équipe et un total de 15) — le faible nombre d'équipes et de matches a forcé l'organisation à répartir les rencontres sur les 12 jours de la compétition féminine, ce qui a causé des jours sans matches.

## Podiums

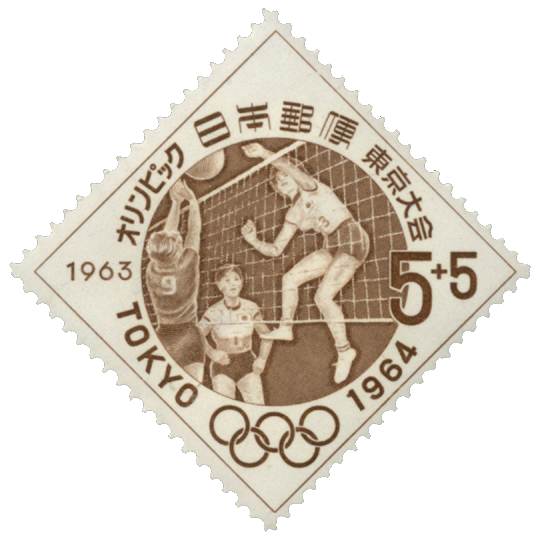
Timbre japonais de 1963.

| Épreuves             | Or | Argent | Bronze |
| -------------------- | --- | --- | --- |
| Volley-ball masculin | URSS Ivan Bougaïenkov Nikolaï Bourobin Iouri Tchesnokov Vaja Katcharava Vitali Kovalenko Stanislav Lugailo Georgi Mondzolevski Iouri Poïarkov Edouard Sibirïakov Iouri Vengerovski Dmitri Voskoboïnikov Valeri Kalachikhin | Tchécoslovaquie Milan Čuda Bohumil Golián Zdeněk Humhal Petr Kop Josef Labuda Josef Musil Karel Paulus Boris Perušič Pavel Schenk Václav Šmídl Josef Šorm Ladislav Toman                                                      | Japon Yutaka Demachi Tsutomu Koyama Sadatoshi Sugawara Naohiro Ikeda Yasutaka Sato Toshiaki Kosedo Tokihiko Higuchi Masayuki Minami Takeshi Tokutomi Teruhisa Moriyama Yūzo Nakamura Katsutoshi Nekoda                         |
| Volley-ball féminin  | Japon Masae Kasai Emiko Miyamoto Kinuko Tanida Yuriko Handa Yoshiko Matsumura Sata Isobe Katsumi Matsumura Yoko Shinozaki Setsuko Sasaki Yuko Fujimoto Masako Kondo Ayano Shibuki                                          | URSS Antonina Ryzhova Astra Biltauere Ninel Loukanina Lioudmila Bouldakova Nelli Abramova Tamara Tikhonina Valentina Kameniok-Vinogradova Inna Ryskal Marita Katoucheva Tatiana Rochtchina Valentina Michak Lyudmila Gureyeva | Pologne Krystyna Czajkowska Józefa Ledwig Maria Golimowska Jadwiga Rutkowska Danuta Kordaczuk Krystyna Jakubowska Jadwiga Książek Maria Śliwka Zofia Szczęśniewska Krystyna Krupa Hanna Krystyna Busz Barbara Hermela-Niemczyk |

## Compétition masculine
- 13 octobre

|                  |     |              |                              |  |
| États-Unis       | 3-0 | Pays-Bas     | 15-10 15-13 15-6             |  |
| Tchécoslovaquie  | 3-2 | Hongrie      | 15-10 12-15 13-15 15-9 15-10 |  |
| Bulgarie         | 3-0 | Brésil       | 16-14 15-10 15-8             |  |
| Union soviétique | 3-0 | Roumanie     | 15-8 15-10 15-9              |  |
| Japon            | 3-0 | Corée du Sud | 17-15 15-8 15-3              |  |

- 14 octobre

|                  |     |              |                              |  |
| Union soviétique | 3-0 | Pays-Bas     | 15-8 15-3 15-11              |  |
| Roumanie         | 3-0 | Brésil       | 15-6 15-5 15-5               |  |
| États-Unis       | 3-2 | Corée du Sud | 16-14 4-15 4-15 15-10 15-11  |  |
| Hongrie          | 3-0 | Japon        | 15-12 15-8 15-12             |  |
| Tchécoslovaquie  | 3-2 | Bulgarie     | 15-13 13-15 15-11 7-15 15-11 |  |

- 15 octobre

|                  |     |              |                              |  |
| Roumanie         | 3-2 | Bulgarie     | 15-6 11-15 5-15 15-13 15-8   |  |
| Union soviétique | 3-0 | Corée du Sud | 15-7 15-5 15-6               |  |
| Tchécoslovaquie  | 3-1 | Japon        | 9-15 15-13 15-12 15-13       |  |
| Pays-Bas         | 3-2 | Brésil       | 14-16 15-11 15-12 6-15 16-14 |  |
| Hongrie          | 3-0 | États-Unis   | 15-12 15-13 15-8             |  |

- 17 octobre

|                  |     |              |                        |  |
| Japon            | 3-1 | Bulgarie     | 15-10 12-15 15-6 15-10 |  |
| Tchécoslovaquie  | 3-0 | États-Unis   | 15-7 15-13 16-14       |  |
| Roumanie         | 3-0 | Pays-Bas     | 15-9 15-6 15-13        |  |
| Union soviétique | 3-0 | Hongrie      | 15-9 15-13 15-11       |  |
| Brésil           | 3-1 | Corée du Sud | 15-12 15-8 14-16 16-14 |  |

- 18 octobre

|                  |     |                 |                              |  |
| Roumanie         | 3-2 | Corée du Sud    | 15-9 14-16 8-15 15-9 15-9    |  |
| Brésil           | 3-2 | Hongrie         | 15-4 13-15 11-15 16-14 15-11 |  |
| Union soviétique | 3-2 | Tchécoslovaquie | 15-9 15-8 5-15 10-15 15-7    |  |
| Bulgarie         | 3-0 | Pays-Bas        | 15-11 8-15 15-8 14-16 15-8   |  |
| Japon            | 3-1 | États-Unis      | 15-12 15-10 13-15 15-11      |  |

- 19 octobre

|                    |     |                  |                        |  |
| Bulgarie           | 3-0 | États-Unis       | 15-9 15-13 15-7        |  |
| Pays-Bas           | 3-1 | Corée du Sud     | 13-15 15-7 16-14 15-8  |  |
| Japon              | 3-1 | Union soviétique | 14-16 15-5 15-8 15-10  |  |
| République tchèque | 3-0 | Brésil           | 15-5 15-6 15-10        |  |
| Roumanie           | 3-1 | Hongrie          | 15-6 12-15 15-10 16-14 |  |

- 21 octobre

|                  |     |              |                             |  |
| Japon            | 3-2 | Brésil       | 15-12 15-9 12-15 7-15 15-11 |  |
| Bulgarie         | 3-1 | Corée du Sud | 15-4 12-15 15-11 15-9       |  |
| Tchécoslovaquie  | 3-1 | Roumanie     | 15-11 7-15 15-12 15-12      |  |
| Hongrie          | 3-1 | Pays-Bas     | 15-4 8-15 15-11 15-12       |  |
| Union soviétique | 3-0 | États-Unis   | 15-6 15-5 15-4              |  |

- 22 octobre

|                  |     |              |                            |  |
| Hongrie          | 3-2 | Corée du Sud | 17-15 6-15 13-15 15-8 15-6 |  |
| Tchécoslovaquie  | 3-1 | Pays-Bas     | 10-15 15-10 15-9 15-6      |  |
| Brésil           | 3-2 | États-Unis   | 5-15 11-15 15-9 15-6 15-9  |  |
| Japon            | 3-0 | Roumanie     | 15-6 15-9 15-8             |  |
| Union soviétique | 3-0 | Bulgarie     | 15-2 16-14 15-13           |  |

- 23 octobre

|                  |     |              |                        |  |
| Union soviétique | 3-0 | Brésil       | 15-7 15-6 15-9         |  |
| Tchécoslovaquie  | 3-0 | Corée du Sud | 15-1 15-7 15-9         |  |
| Bulgarie         | 3-1 | Hongrie      | 15-9 15-12 12-15 15-8  |  |
| Japon            | 3-1 | Pays-Bas     | 15-17 15-4 15-8 15-5   |  |
| Roumanie         | 3-1 | États-Unis   | 11-15 15-9 15-11 15-13 |  |

Classement final
| Place              | Équipe           | MJ | V | D | SP | SC | Pts | DS  |
| ------------------ | ---------------- | -- | - | - | -- | -- | --- | --- |
| Médaille d'or      | Union soviétique | 9  | 8 | 1 | 25 | 5  | 16  | +20 |
| Médaille d'argent  | Tchécoslovaquie  | 9  | 8 | 1 | 26 | 10 | 16  | +16 |
| Médaille de bronze | Japon            | 9  | 7 | 2 | 22 | 12 | 14  | +10 |
| 4                  | Roumanie         | 9  | 6 | 3 | 19 | 15 | 12  | +4  |
| 5                  | Bulgarie         | 9  | 5 | 4 | 20 | 16 | 10  | +4  |
| 6                  | Hongrie          | 9  | 4 | 5 | 18 | 18 | 8   | +0  |
| 7                  | Brésil           | 9  | 3 | 6 | 13 | 23 | 6   | -10 |
| 8                  | Pays-Bas         | 9  | 2 | 7 | 11 | 24 | 4   | -13 |
| 9                  | États-Unis       | 9  | 2 | 7 | 10 | 23 | 4   | -13 |
| 10                 | Corée du Sud     | 9  | 0 | 9 | 9  | 27 | 0   | -16 |

## Compétition féminine
- 11 octobre

|                  |     |            |                |  |
| Union soviétique | 3-0 | Roumanie   | 15-5 15-6 15-0 |  |
| Japon            | 3-0 | États-Unis | 15-1 15-5 15-2 |  |

- 12 octobre

|                  |     |              |                 |  |
| Union soviétique | 3-0 | Corée du Sud | 15-0 15-6 15-0  |  |
| Pologne          | 3-0 | États-Unis   | 15-3 15-4 15-10 |  |
| Japon            | 3-0 | Roumanie     | 15-7 15-3 15-8  |  |

- 13 octobre

|          |     |              |                 |  |
| Roumanie | 3-0 | États-Unis   | 15-9 15-1 15-2  |  |
| Pologne  | 3-0 | Corée du Sud | 15-5 15-5 15-11 |  |

- 14 octobre

|       |     |              |                |  |
| Japon | 3-0 | Corée du Sud | 15-3 15-2 15-4 |  |

- 15 octobre

|                  |     |         |                |  |
| Union soviétique | 3-0 | Pologne | 15-9 15-5 15-5 |  |

- 17 octobre

|                  |     |            |                |  |
| Union soviétique | 3-0 | États-Unis | 15-1 15-8 15-7 |  |

- 18 octobre

|       |     |         |                      |  |
| Japon | 3-1 | Pologne | 15-4 15-5 13-15 15-2 |  |

- 19 octobre

|          |     |              |                 |  |
| Roumanie | 3-0 | Corée du Sud | 15-10 15-9 15-6 |  |

- 21 octobre

|            |     |              |                  |  |
| États-Unis | 3-0 | Corée du Sud | 15-7 15-13 15-13 |  |

- 22 octobre

|         |     |          |                |  |
| Pologne | 3-0 | Roumanie | 15-7 15-6 15-8 |  |

- 23 octobre

|       |     |                  |                  |  |
| Japon | 3-0 | Union soviétique | 15-11 15-8 15-13 |  |

Classement final
| Place              | Équipe           | MJ | V | D | SP | SC | Pts | DS  |
| ------------------ | ---------------- | -- | - | - | -- | -- | --- | --- |
| Médaille d'or      | Japon            | 5  | 5 | 0 | 15 | 1  | 10  | +14 |
| Médaille d'argent  | Union soviétique | 5  | 4 | 1 | 12 | 3  | 8   | +9  |
| Médaille de bronze | Pologne          | 5  | 3 | 2 | 10 | 6  | 6   | +4  |
| 4                  | Roumanie         | 5  | 2 | 3 | 6  | 9  | 4   | -3  |
| 5                  | États-Unis       | 5  | 1 | 4 | 3  | 12 | 2   | -9  |
| 6                  | Corée du Sud     | 5  | 0 | 5 | 0  | 15 | 0   | -15 |